# Ruta Nacional 98 (Argentina)
La Ruta Nacional 98 es una carretera asfaltada argentina, que se encuentra en el norte de la Provincia de Santa Fe y el este de la Provincia de Santiago del Estero. En su recorrido de 286 kilómetros une las ciudades de Vera y Pinto.
El tramo entre Vera y Tostado fue la primera etapa de construcción, en segundo término el tramo entre Mojón de Fierro (Puesto caminero donde se divide la prov. de Santa Fe de la de Santiago del Estero) y Bandera se encuentra concluido, la última etapa entre Bandera y Pinto, que incluyó un puente sobre el Río Salado concluyó en 2014 inaugurado por Gerardo Zamora, extendiéndose otros 9 km. En 2012 se comenzó la construcción de  la obra correspondiente a 123 kilómetros de la Ruta Nacional N.º 98, tramo Vera-Tostado (sentido este-oeste) con recursos del Estado Nacional.

## Localidades
Las ciudades y pueblos por los que pasa esta ruta de este a oeste son los siguientes (los pueblos con menos de 5.000 habitantes figuran en itálica).

### Provincia de Santa Fe
Recorrido: 181 km (kilómetro 0 a 181).
- Departamento Vera: Vera (kilómetro 0-4).

- Departamento Nueve de Julio: Tostado (km 156).

### Provincia de Santiago del Estero
Recorrido: 105 km (km 181 a 286).
- Departamento Belgrano: Guardia Escolta (km 209) y Bandera (km 227).

- Departamento Aguirre: Pinto (km 285).

## Traza antigua
Antiguamente esta ruta circulaba más al norte en la provincia de Santa Fe, como se aprecia en el mapa adjunto en color verde. Mediante convenio del 19 de septiembre de 1974, ratificado por ley provincial 8248, la Ruta Provincial 36 pasó a jurisdicción nacional, mientras que la vieja traza de la Ruta Nacional 98 pasó a jurisdicción provincial, siendo actualmente la Ruta Provincial 40.